# 戸本一真
戸本 一真（ともと かずま、1983年6月5日 - ）は、日本の馬術選手。日本中央競馬会馬事公苑所属。岐阜県本巣市出身。明治大学卒業。パリ2024オリンピック銅メダリスト（総合馬術団体）。

## 略歴
1983年、岐阜県本巣郡真正町（現・本巣市）出身。真桑小学校在学時、8歳で初めて馬に乗り、真正中学校卒業後に進学した各務原西高校時代に各務原市の浅野乗馬クラブで本格的に競技を始めた。学生時代は強豪の明治大学馬術部で1年次からレギュラーに選ばれ、全日本タイトルを獲得した。
2006年、日本中央競馬会に就職。トレーニングセンターや競馬学校で勤務していたが、最初の1年は競技会に出られず、その後も異動により馬に乗れない3年間を過ごした。
2011年から本格的に競技に復帰した。2016年には東京オリンピック出場を目指して練習拠点をイギリスに移し、2017年に世界的なトップ選手である同国のウィリアム・フォックスピットとトレーナー契約を結ぶ。
2018年、アメリカ・トライオンで開かれた世界馬術選手権で団体4位入賞。
2021年7月、1年延期となっていた東京2020オリンピックの馬術競技（総合馬術）に出場。ヴィンシー号に騎乗し初のオリンピックの舞台に臨み、馬場馬術、クロスカントリー終了時点で5位だったが、最終種目の障害馬術で順位を上げ、4位入賞を果たした。日本選手団における馬術競技の個人種目入賞は、1932年ロサンゼルスオリンピックで金メダルに輝いた西竹一（バロン西）以来、89年ぶりの快挙だった。同年11月、出身地の岐阜県本巣市初の「市民栄誉賞」を授与された。
2022年、日本馬術連盟から報奨金1000万円を贈呈され、500万円を連盟に寄付することを表明した。
2024年、パリ五輪の総合馬術日本代表選考において、2023年1月から2024年6月までの海外競技会での成績や、パフォーマンスなどが評価され、2大会連続で選出される。大会においては前回と同じくヴィンシー号に騎乗。7月29日、総合馬術団体に大岩義明、北島隆三、田中利幸とチームを組み、115.80点とし、銅メダルを獲得した。第2種目のクロスカントリーを終えて団体3位だった日本は、北島の馬が馬体検査をクリアできずにリザーブの田中に代わったことで20点を減点され、この時点で5位に後退したが、最終種目では3人とも障害物を落とすことなく減点を抑えてのメダル獲得となった。馬術でのメダルは西竹一以来、92年ぶり2個目で団体は初である。同日行われた総合馬術個人においても障害物を落とさず5位となり、2大会連続の入賞を果たした。

## 主な成績

### オリンピック競技大会
- 2021年東京（ 日本）
  - 総合馬術　個人4位、団体11位（ヴィンシー）
- 2024年パリ（ フランス）
  - 総合馬術　個人5位、団体 銅（ヴィンシー）

### 世界馬術選手権
- 2018年トライオン（ アメリカ合衆国）
  - 総合馬術　個人23位、団体4位（タコマ）